# Society Hill (Philadelphia)

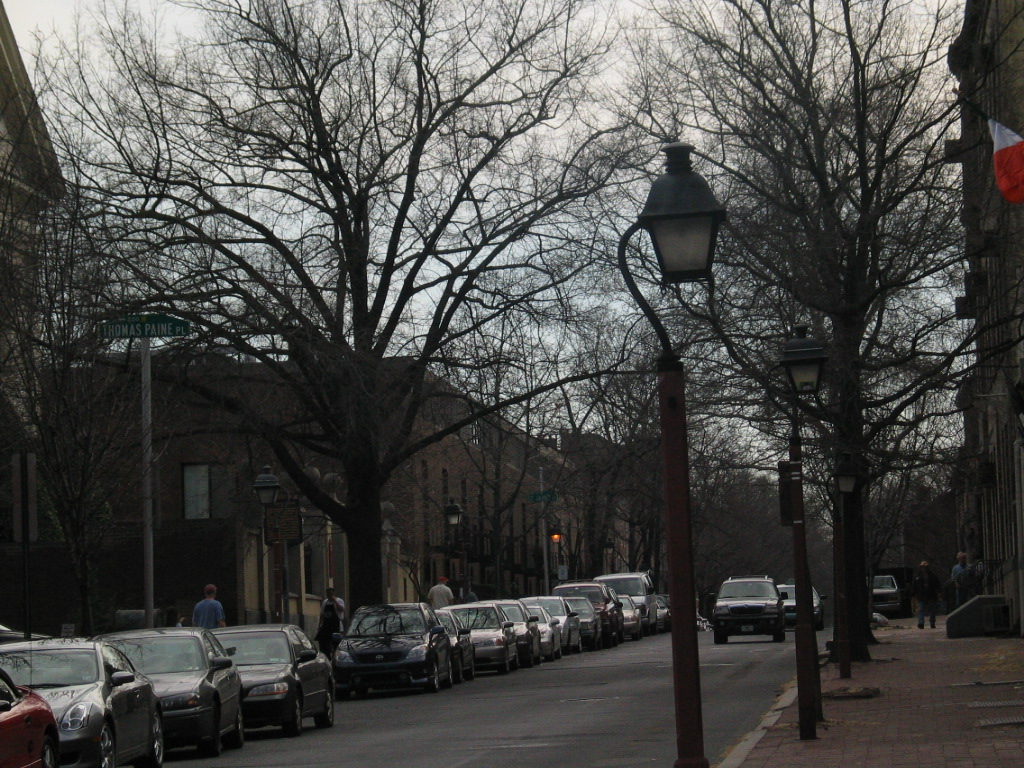
Unterbelichtetes Bild einer Straßenszene mit modernen Reihenhäusern, die von Louis Sauer entworfen wurden

Society Hill ist ein Stadtviertel im Stadtbezirk Center City von Philadelphia. Die Nachbarschaft, die in etwa die Gegend zwischen Walnut Street im Norden, South Street im Süden, Front Street im Osten und 8th Street im Westen umfasst, beherbergt die größte Konzentration von Architektur aus dem 18. und frühen 19. Jahrhundert, die in den Vereinigten Staaten heute noch anzutreffen ist. Ähnlich Beacon Hill in Boston, hat Society Hill den charmanten Charakter eines Viertels in dem kopfsteingepflasterte Straßen von Reihenhäusern aus Ziegelsteinen in Federal und Georgianischen Stil gesäumt werden.

## Geschichte
Der Viertel ist nach der im 18. Jahrhundert entstandenen Society of Free Traders benannt, die seinen Sitz in der Front Street hatte, auf dem Hügel oberhalb von Dock Creek. In nächster Nähe sowohl zum Delaware River als auch zu den wichtigsten öffentlichen Gebäuden von Philadelphia, wie z. B. Independence Hall, wurde die Nachbarschaft bald eins der bevölkerungsreichsten Gebiete der Stadt.

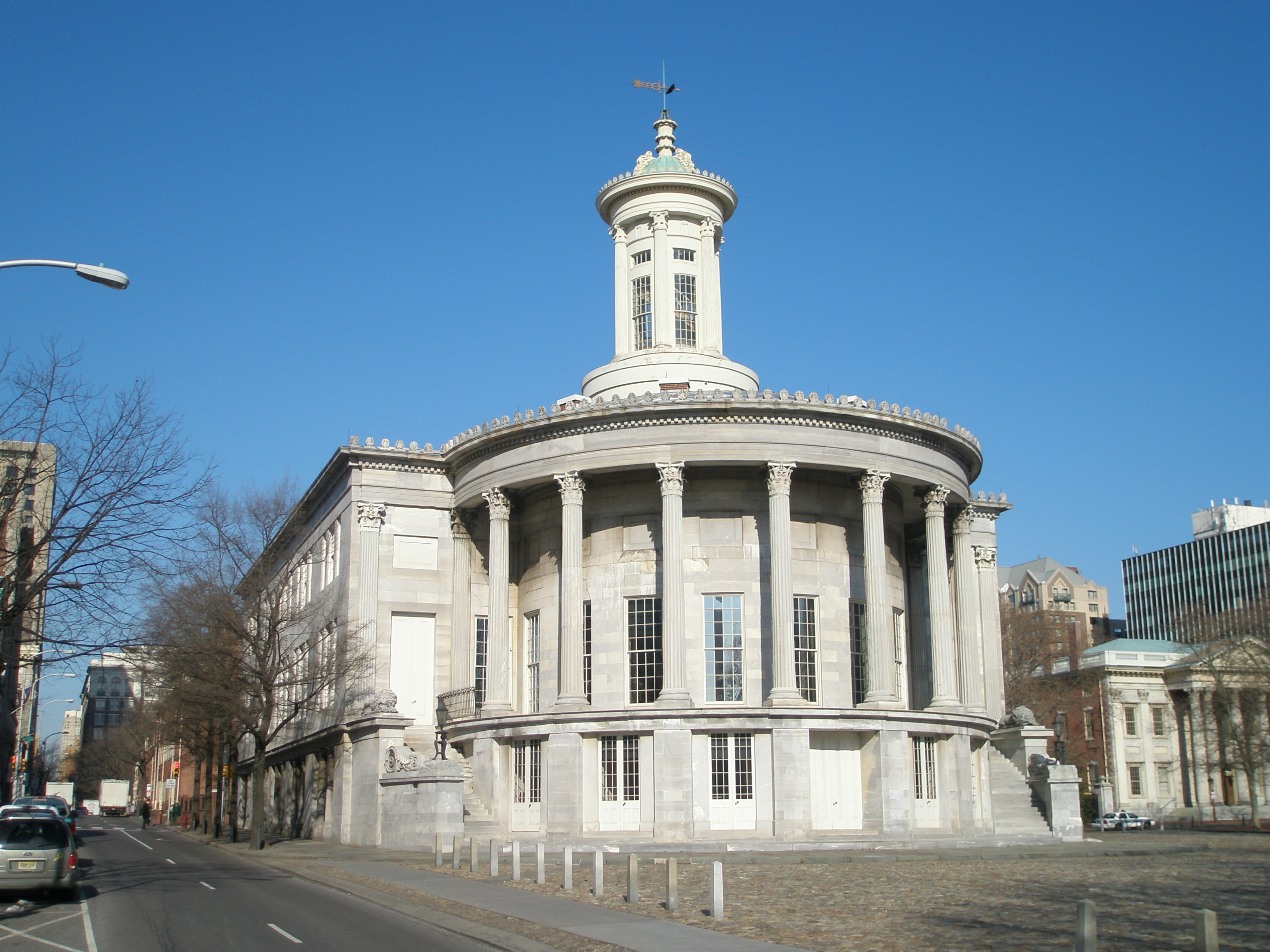
Merchants' Exchange Building, National Historic Landmark, Nordostecke Third und Walnut Streets, heute Büros der National Park Service.

Mehrere Markthallen, Tavernen und Kirchen wurden neben den Backsteinwohnhäusern der wohlhabenden Bürger Philadelphias errichtet.

Im 19. Jahrhundert breitete sich die Stadt nach Westen aus, und Society Hill verlor an Bedeutung. Bis in die 1950er Jahre zerfielen die Häuser, aber dann fingen die Verwaltungen von Stadt, Staat und US-Bundesregierung an, eine der ersten Sanierungsprogramme an, mit dem Ziel des Erhalts der historischen Gebäude. Während einige Gebäude aus dem 19. Jahrhundert niedergerissen wurden, kamen die meisten der historischen Häuser durch käuflichem Erwerb Individuen zu, die die Außenfassaden restaurieren ließen. Um den Eindruck der Kolonialzeit zu verstärken, statteten die neuen Besitzer ihre Häuser mit Repliken von Möbeln aus dem 18. Jahrhundert aus. Leere Bauplätze und abgebrochene Häuser wurden ersetzt durch Parks, Fußgängerwege und moderne Gebäuden wie die Society Hill Towers Hochhäuser, ein Projekt des Architekten I. M. Pei. Louis Sauer entwarf Dutzende von Reihenhausprojekten für das Gebiet rund um Society Hill, darunter Waverly Court sowie Penn's Landing Square. 

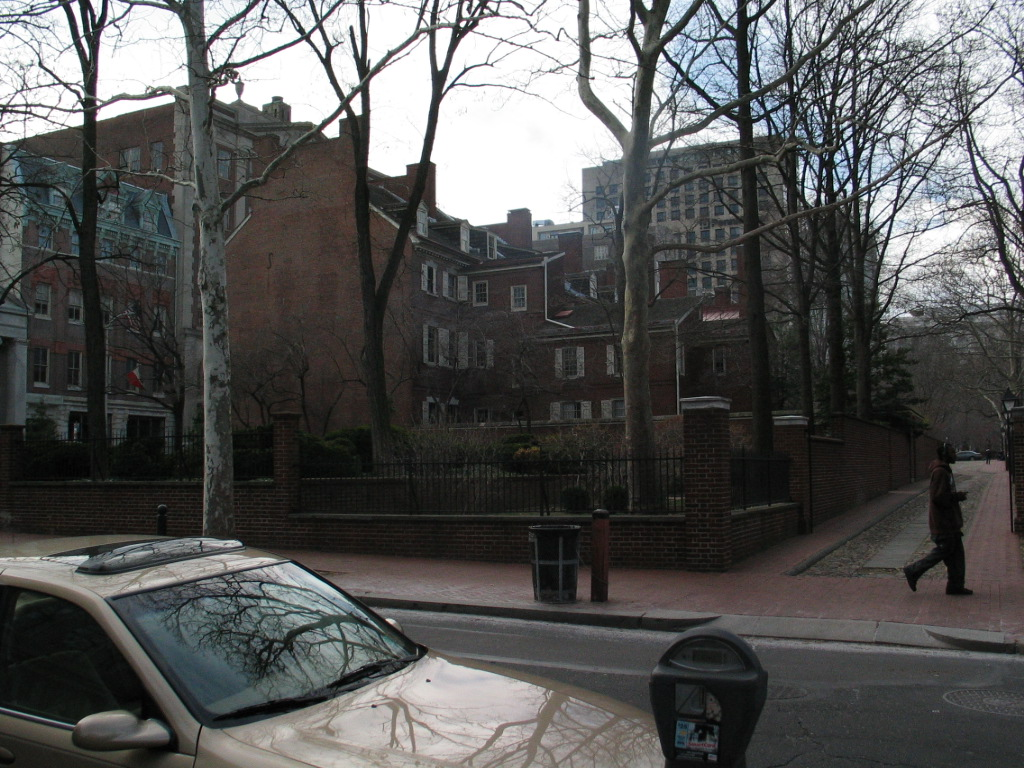
Eine weitere Straßenszene, mit einer Mischung alter und neuer Gebäude

Zu den historischen Gebäuden in Society Hill werden die Society Hill Synagogue, die 1829 als Baptistenkirche von Thomas Ustick Walter aus Philadelphia, einem der Architekten des United States Capitol in Washington, D.C., gebaut wurde, sowie die Petruskirche der Episkopalkirche, die zwischen 1758 und 1761 von Robert Smith gebaut wurde.

## Bildung
Für die Schulbildung der Bewohner von Society Hill sind die öffentliche Schulen vom School District of Philadelphia zuständig, und zwar bis zum achten Schuljahr die General George A. McCall School, und vom neunten bis zum zwölften Schuljahr die Furness High School.